# Алонисос
Ало́нисос (греч. Αλόννησος) — остров в Греции, в Эгейском море, один из островов архипелага Северные Спорады. Курорт. Население общины 2750 жителей по переписи 2011 года.

## История
В античной географии один из островов Эгейского моря назывался Галоннес (др.-греч. Ἁλόννησος). Он принадлежал к Первому афинскому морскому союзу, основанному в 478 году до н. э., в течение более ста лет. В 356 году до н. э. остров захватили пираты, которых Филипп II Македонский изгнал. В 342 году до н. э. Филипп II предложил остров афинянам, желая заключить с ними мир. Афиняне отказались от предложения, заявив, что дело должно идти не о подарке, а возврате незаконно отчуждённой собственности. Два года спустя, в 340 году до н. э., Галоннес снова был захвачен пиратами. Филипп II Македонский отвоевал остров, который сильно пострадал во время военных действий.
Согласно Генриху Киперту Галоннес — это нынешний Айос-Эфстратиос близ Лемноса, согласно Конраду Бурсиану — Скандзура между Алонисосом и Скиросом.
В древности остров Алонисос на зывался Икос (Ίκος). Был колонизирован критянами под руководством Стафила. Позже вместе с Пепарефом (Скопелосом) и Скиатосом входил в Первый афинский морской союз. До 1838 года остров Алонисос назывался Лиадромия или Хелидромия (Λιαδρόμια ή Χιλιοδρόμια ή Ηλιοδρόμια).

## География
Остров Алонисос расположен в северо-западной части Эгейского моря. Находится к востоку от материковой части Греции. Общая площадь острова составляет 65,39 квадратного километра, а протяженность береговой линии достигает примерно 67 км. Ширина до 4,5 километра, длина 20 километров.
На юго-западе Алонисос разделен от острова Скопелос проливом Алонисос, ширина которого достигает 2 морские мили, а на северо-востоке — от острова Кира-Панайя проливом Пелагониси шириной в 3,5 морской мили.
Патитирион (Πατητήριον) — административный центр острова и его центральный порт, который по морю соединяется с городами Волосом и Айос-Констандиносом, а также с островами Скиатосом и Скопелосом. В 1965 году город Патитирион подвергся сильным разрушениям в результате землетрясения.
Состоит из горного хребта Кувули высотой 456 метров, покрытого хвойным лесом. На острове имеются пастбища, небольшие виноградники и поля зерновых культур, а также несколько деревень. К северу от деревни Алонисос, на высоте 260 метров находится старинная византийская церковь Успения Пресвятой Богородицы с замечательными иконами и деревянным резным иконостасом византийского искусства. Также сохранились древние руины акрополя и различных зданий. На острове находится 7 монастырей.

### Экология
Национальный морской парк Алонисос — это первый морской заповедник Греции и самый большой морской заповедный регион Европы, площадью 2220 квадратных километров. Здесь встречаются сотни видов растений и животных. Самые известные из них: белобрюхий тюлень (Monachus monachus), который живет и размножается на скалах Алонисоса и прилегающих островов, дельфин-белобочка (Delphinus delphis), полосатый дельфин (Stenella coeruleoalba), афалина (Tursiops truncatus), чеглок Элеоноры (Falco eleonorae), морские птицы (чайка Одуэна (Larus audouinii), левантский буревестник (Puffinus yelkouan), средиземноморский буревестник (Calonectris diomedea)), панкраций морской (Pancratium maritimum), рябчик Fritillaria sporadum.
Морской парк, помимо морской части, включает в себя остров Алонисос, а также 6 маленьких островов (Кира-Панайя, Перистера, Пиперион, Псатура, Скандзура и Юра) и 22 острова-скал.

## Община Алонисос

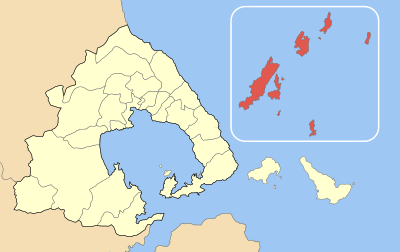
Община Алонисос на карте периферийных единиц Магнисия и Спорады

Община (дим) Алонисос (греч. Δήμος Αλοννήσου) входит в периферийную единицу Спорады в периферии Фессалия. Население 2750 жителей по переписи 2011 года. Площадь 129,607 квадратного километра. Плотность 21,22 человека на квадратный километр. Административный центр — Патитирион. Димархом на местных выборах 2014 года избран Петрос Вафинис (Πέτρος Βαφίνης).
В общину входят 10 населённых пунктов и острова Аделфи, Кира-Панайя, Перистера, Пиперион, Псатура, Скандзура и Юра.
| Населённый пункт     | Население (2011), человек |
| -------------------- | ------------------------- |
| Аделфи (остров)      | 0                         |
| Айос-Петрос          | 22                        |
| Алонисос             | 208                       |
| Воци                 | 473                       |
| Еракас               | 62                        |
| Исьомата             | 49                        |
| Каламакия            | 59                        |
| Кира-Панайя (остров) | 2                         |
| Марпунда             | 59                        |
| Муртеро              | 48                        |
| Патитирион           | 1628                      |
| Перистера (остров)   | 30                        |
| Пиперион (остров)    | 6                         |
| Псатура (остров)     | 0                         |
| Скандзура (остров)   | 0                         |
| Стени-Вала           | 104                       |
| Юра (остров)         | 0                         |

## Население общины
| Год  | Население общины, человек |
| ---- | ------------------------- |
| 1991 | 2275                      |
| 2001 | 2425                      |
| 2011 | ↗ 2750                    |